# Keren (trein)
Keren is het van rijrichting veranderen van een trein aan het einde van een rit of het 180 graden draaien van een railvoertuig.

## Keren in de spoorwegexploitatie
In spoorwegjargon betekent het keren van een trein niet noodzakelijk dat deze 180 graden draait (voor deze betekenis zie onder), maar betekent het dat deze na aankomst vertrekt in de richting waar hij vandaan komt. Dit is zonder draaien mogelijk als het een tweerichtingsvoertuig is. Vaak is dit zonder meer het geval, maar het kan ook zijn dat er maar aan één zijde een bestuurderscabine is. Dit betreft meestal een trein die getrokken wordt door een locomotief die op zichzelf een tweerichtingsvoertuig is, maar voor het keren van de trein aan de andere zijde geplaatst moet worden. Ook kan aan de andere zijde een andere locomotief geplaatst worden. 
Een trein keert nadat hij in het eindstation is aangekomen. De trein kan dan weer teruggaan naar het station waar de vorige rit begon (keren binnen dezelfde treinserie), of naar een heel ander eindstation vertrekken (de trein keert dan op een andere treinserie). Een trein die keert krijgt altijd een nieuw treinnummer.
Een trein kan keren langs een perron, maar kan ook doorrijden naar een keerspoor of opstelterrein om daar (na enige tijd) te keren. Als een trein na niet al te lange tijd (hooguit circa 15 minuten) keert, spreekt men van een korte kering, blijft de trein langer staan voordat hij keert, dan spreekt men van een lange kering. Ook bij een korte kering  bevinden zich normaal gesproken geen reizigers in de trein: de aankomende reizigers zijn al uitgestapt en de vertrekkende reizigers moeten wachten met instappen tot de trein weer terug is.
Als een trein van rijrichting verandert tijdens een rit spreken we van kopmaken.
Als de spoorlijn meersporig is dan rijden de treinen normaal gesproken op een bij de rijrichting behorend spoor (in Nederland bijvoorbeeld rijden de treinen normaal rechts, in België is dit links). Er is dan voor het keren een wissel nodig. In het geval van een kopspoor rijdt de trein van het spoor waarop hij aankomt naar het kopspoor, en rijdt na keren naar een ander spoor via het wissel, om over dat spoor terug te rijden. Als de sporen doorlopen kan een overloopwissel worden gebruikt.

## Keren van een railvoertuig
Een andere betekenis van keren is het 180 graden draaien van een railvoertuig of een complete trein dan wel tram. Een eenrichtingsvoertuig kan/mag niet in omgekeerde richting rijden (hooguit met zeer beperkte snelheid). De meeste stoomlocomotieven bijvoorbeeld rijden het best met de schoorsteen voorop, en moeten derhalve aan het einde van een rit gekeerd worden zodat ze weer in de goede richting staan.

Om te keren kan gebruik worden gemaakt van een draaischijf, keerdriehoek of keerlus.

## Keren van rijrichting
In de treinbeveiliging wordt gesproken over keren van de rijrichting op sporen die in twee richtingen beveiligd zijn. Om botsingen te voorkomen mag het op een bepaald moment slechts mogelijk zijn om in één richting te rijden, in de beveiliging is een rijrichting vastgelegd. Als er een trein in tegenovergestelde richting moet rijden (wat met name bij enkelspoor dikwijls voorkomt), wordt door de treindienstleider de rijrichting gekeerd.